# Grete Stern
Grete Stern (sinh 9 tháng 5 năm 1904, mất 24 tháng 12 năm 1999) là một nhiếp ảnh gia người Đức-Argentina. Giống như chồng bà là Horacio Coppola, bà đã giúp hiện đại hóa nghệ thuật thị giác ở Argentina, và trên thực tế đã giới thiệu triển lãm đầu tiên về nghệ thuật nhiếp ảnh hiện đại ở Buenos Aires vào năm 1935.

## Tiểu sử
Grete Stern sinh ngày 9 tháng 5 năm 1904 tại Elberfeld ở Đức và là con gái của Frida Hochberger và Louis Stern. Bà thường đến thăm gia đình ở Anh và theo học trường tiểu học ở đó. Sau khi trưởng thành, bà bắt đầu học nghệ thuật đồ họa ở Kunstgewerbeschule, Stuttgart, từ năm 1923 đến năm 1925, nhưng sau một thời gian ngắn làm việc trong lĩnh vực này, bà được truyền cảm hứng từ nhiếp ảnh của Edward Weston và Paul Outerbridge và chuyển sang tập trung vào nhiếp ảnh. Chuyển đến Berlin, bà theo học Walter Peterhans.:21

## Sự nghiệp

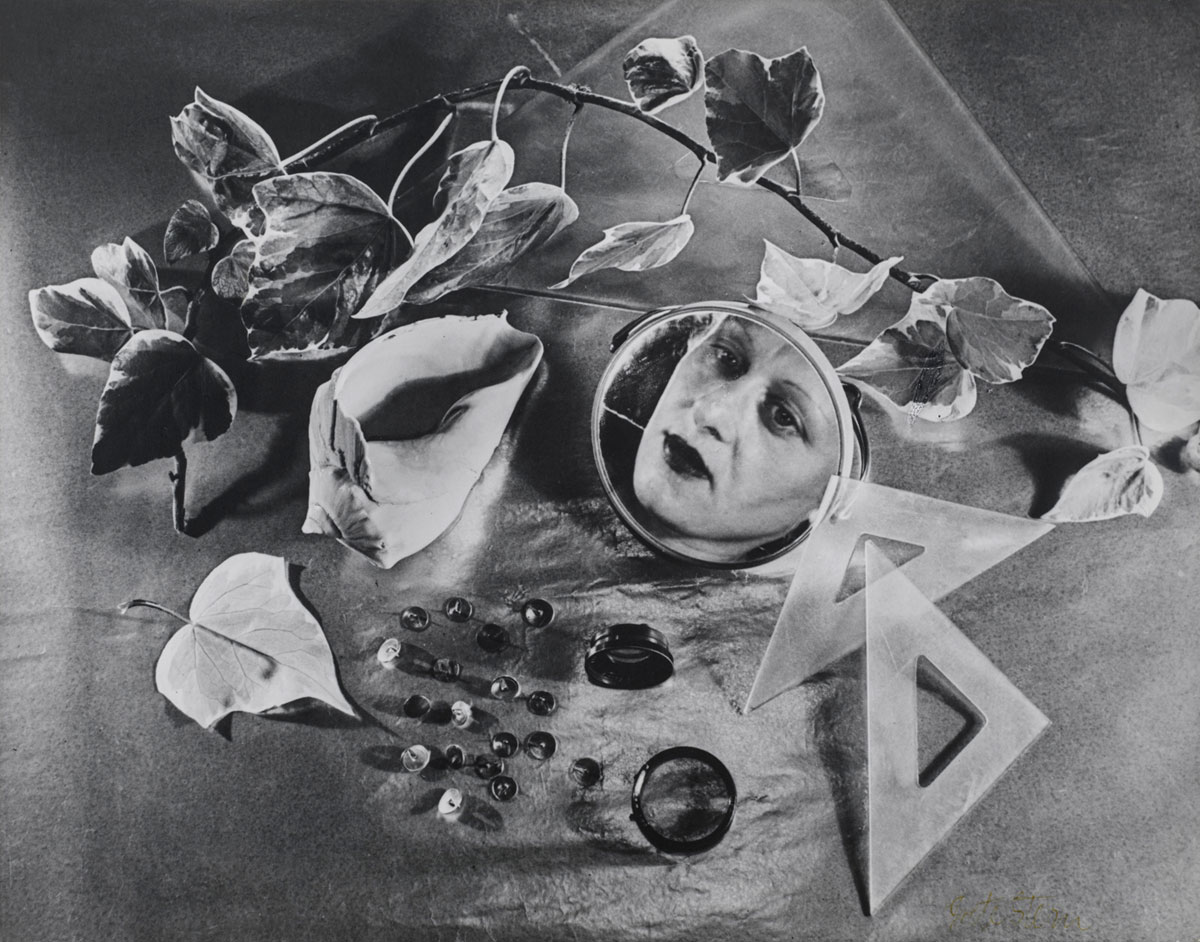
Grete Stern, Self-Portrait, 1943

Vào năm 1930, Stern và Ellen Rosenberg Auerbach thành lập ringl+pit, một studio thiết kế và nhiếp ảnh được trao giải thưởng và được đánh giá cao ở Berlin. Họ đã sử dụng thiết bị mua từ  Peterhans và trở nên nổi tiếng vì những tác phẩm đầy tính sáng tạo trong quảng cáo. Cái tên ringl+pit được đặt theo biệt danh thời thơ ấu của họ (Ringl cho Grete, Pit cho Ellen).

## Qua đời
Vào năm 1985, bà nghỉ hưu nghề nhiếp ảnh và sống 14 năm nữa cho tới khi qua đời vào ngày 24 tháng 12 năm 1999 ở tuổi 95.